# Вили Кавалджиев
Вили Кавалджиев е български блус и рок певец, от времето на зараждането на рокендрола. Носител на две награди от фестивала „Златният Орфей“.

## Биография
Роден е на 1 август 1945 г. в село Сомовит, област Плевен, където получава основното си образование. Завършва английска гимназия, след което специалността „Икономика и организация на туризма“. Работи известно време като преводач към „Балкантурист“ и завързва запознанства с много западни туристи. Това не се приема с добри чувства от тогавашната Държавна сигурност и често е привикван да дава обяснения.
Професионалната си кариера на певец започва през 60-те години на ХХ век, като най-напред е с група „Викингите“, след което с „Лира 70“, „Импулс“, „Златни струни“, „Тангра“ и други. Първият му самостоятелен албум „Вярност“ излиза през 1981 г., като големи хитове от него стават, освен едноименната песен, така и „Виргиния“. Следват албумите „Вечно на път“ (1985), „Мадона“ (1994) и „1999“. От албума „Вечно на път“ хит става песента „Лято край морето“ (м. Любомир Дамянов,  т. Живко Колев, ар. Петко Мюфтиев).
Неговото изпълнение на песента „Очакване“ (м. Константин Атанасов, т. Михаил Белчев) печели I награда на Младежкия конкурс за забавна песен през 1979 г. През лятото на 1980 г. на сцената на Летния театър в Слънчев бряг той изпълнява „Виргиния“ (музика: Димитър Бояджиев, текст: Орлин Орлинов), която печели III награда в конкурса за песни на „Златният Орфей“, а „Близо до мен“, с която се представя през 1992 г. (музика: Кристиян Бояджиев, текст: Александър Петров), получава Голямата награда „Златният Орфей“. В дует с Маргарита Хранова изпълнява песента „Оставаме“ от филма „Оркестър без име“. Правил е турнета и е участвал в музикални фестивали в различни страни по света, между които САЩ и Русия. Убеден демократ и антикомунист, той в началото на 1990-те е сред популярните певци, които участват в сборните концерти и митинги, свързани с демократичните промени. Вили Кавалджиев е сред най-добрите блус-певци в България и един от най-ангажираните антикомунисти сред рок-гилдията. Много години пропагандира „синята идея“.
През 1999 г. изпълнява химна на Левски (София).
Умира на 28 декември 2010 г. в София след продължително боледуване.

## Дискография

### Малки плочи
- 1987 – „Вили Кавалджиев“[4]
(EP, Балкантон – ВТК 3919)

### Студийни албуми
- 1981 – „Вярност“[5]
- 1985 – „Вечно на път“[6]
- 1996 – „Мадона“
- 1998 – „Iridium“
- 1999 – „1999“

### Компилации
- 2006 – „The Best 1998-2005“

## Семейство
Вили Кавалджиев е бил женен и има три деца. Негов син е телевизионният водещ Радослав Кавалджиев (1976 – 2017).

## Памет
От 2023 г. в столичния квартал „Лагера“ има улица (Карта), която носи неговото име. Тя е разположена пред блока, в който е живял.